# Военное училище эвэлпидов
Военное училище эвэлпидов или Военная школа эвэлпидов (греч. Στρατιωτική Σχολή Ευελπίδων), также Греческая военная академия — высшее военное учебное заведение сухопутных войск Греции. Старейшее высшее учебное заведение современной Греции.

## История создания
Училище было организовано в Нафплионе ещё в ходе Освободительной войны, 1 июля 1828 указом Иоанна Каподистрии, для подготовки офицеров регулярной армии.
Училище получило временное название «Военная школа Греции» (греч. Στρατιωτική Σχολή της Ελλάδας под руководством итальянца лейтенанта Ромило де Салтели. В общей сложности в училище поступили 43 курсанта, разных возрастов и уровня знаний.
В конечном итоге Салтели не располагал достаточными знаниями и качествами для этой роли и, в том же году, Каподистрия сменил его и назначил на этот пост француза, капитана артиллерии, Анри Позье. В декабре 1828 года Позье представил новый устав училища. Прототипом для устава училища служила французская École Polytechnique, созданная Наполеоном.
С новым уставом, училище функционировало под именем «Рота Эвэлпидов» (греч. Λόχος Ευελπίδων) до 1834 года.
Происхождение термина «Эвэлпидес» (Εὐέλπιδες, буквально: «носители больших надежд») является выдержкой из Фукидида, где коринфяне описываются так их противниками афинянами, в знак уважения за их смелость, как носители непомерных надежд, превышающих их возможности.
Сам Каподистрия назвал эвэльпидами первых выпускников, подчёркивая таким образом надежды Греции на образованных офицеров.
Каподистрия призвал греческих политиков и командиров иррегулярных отрядов послать в училище своих детей, откуда они через 3 года выйдут младшими лейтенантами. Но призыв его не был услышан, а многие из тех, что послали своих детей, вскоре отозвали их, ссылаясь на неприемлемую для них дисциплину, которую установил Позье в училище.
В действительности в этом вопросе продолжался антагонизм между иррегулярными командирами и регулярным корпусом, отмеченный на всём протяжении Греческой революции, а также антипатия многих политиков к Каподистрии. К тому же многие землевладельцы и судовладельцы направляли своих детей в университеты и банки. Каподистрия решил вопрос недобора за счёт детей погибших в войне бойцов из сиротского дома на острове Эгина.
К концу 1829 года в училище училось 40 курсантов. Преподавательский состав состоял из 5 офицеров и 3 штатских.
Вся литература и учебные пособия являлись переводами с французского.
Первый выпуск — 8 младших лейтенантов артиллерии состоялся в июле 1831 года. Погоны выпускникам, среди которых был Коронеос, Панос, вручил лично сам Каподистрия.
В 1831 году по, поручению Каподистрии, училище возглавил русский филэллин и артиллерист, ставший подполковником греческой армии Николай Райко.
Период учёбы был определён в 3 года. В 1834 году учебный период был увеличен до 8 лет.
В том же году «Рота эвэлпидов» была переведена на остров Эгина, в здание Каподистрийского сиротского дома и получила название «Училище Эвэлпидов». В 1837 году училище было переведено в Пирей.

## При короле Оттоне
С началом царствования баварца Оттона устав училища был изменён. До 1862 года, когда Оттон был изгнан, училище выпускало в год только 5 выпускников. В офицерском составе армии по прежнему преобладали либо иностранцы, в основном баварцы, либо ветераны Освободительной войны.
В этот период училища немецкий язык стал вытеснять французский.
В период 1832—1840 училище возглавил немецкий филэллин барон Фридрих Эдуард фон Райнек. В 1840 году и по 1844 год училище возглавлял греческий офицер Спиромилиос, Спиридон.
В 1843 году состоялось Восстание 3 сентября, с требованием провозглашения конституции, в котором Спиромилиос принял участие>.
Участие офицерского училища, во главе со своим начальником Спиромилиосом, в революции 1843 года вынудило короля Оттона, считавшего офицерское училище «своим личным делом» пересмотреть вопросы контроля и безопасности в королевстве.
В 1844 году и по 1855 год училище возглавил приближённый короля подполковник г. Карадзас, при котором в 1846 году в училище произошёл бунт. Для прекращения бунта был вызван военный министр Дзавелас, Кицос. 9 курсантов были исключены. Училище было закрыто и открылось вновь в 1847 году.
В период 1855 по 1856 год училище возглавлял полковник Д.Ставридис а в период 1856—1862 вновь Г.Карадзас, получивший звание полковника, а затем генерала.
В 1862 году училище было ещё платным и недоступным для неимущих.
В революции 1862 года, низложившей Оттона, несмотря на все усилия короля, большинство курсантов проявили себя фанатичными врагами Оттона

## После Оттона

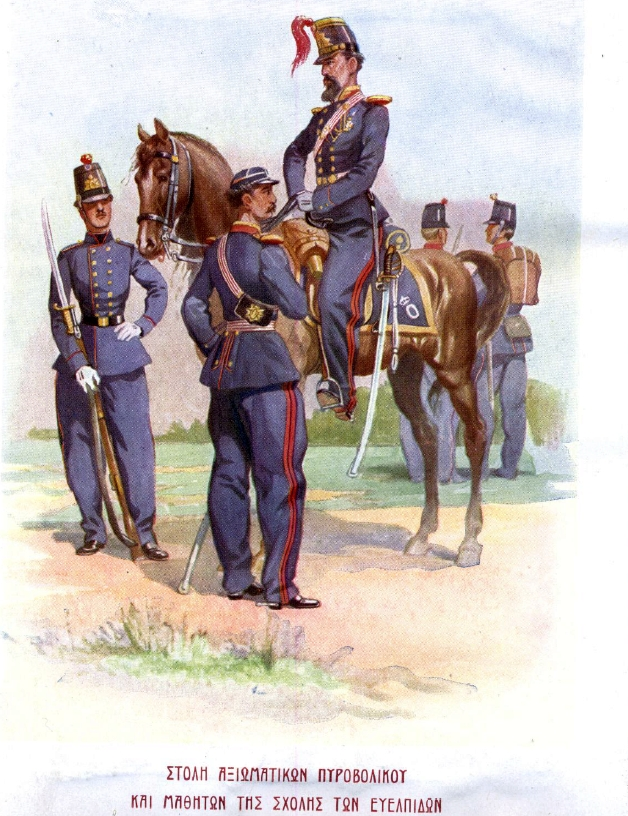
Мундиры кадетов 1885 года, рисунок Паноса Аравантиноса. Верхом на коне командир училища П.Колокотронис.

После низложения Оттона училище возглавили:
- В. Петмезас — майор (1862—1863)
- В. Сапундзакис — подполковник (1863—1869)
- П. Гонатас — подполковник (1869)
- Х. Зивмракакис — подполковник (1869—1877, 1877—1881)
- А. Антонопулос — майор (1877)
- Панос Колокотронис — подполковник (1881—1885)
- Т. Манос — полковник (1885—1890, 1891—1894)
- В. Врускос — подполковник (1891)
- Н. Метаксас — полковник (1894—1895, 1895—1897)
- М. Доксас — полковник (1895)
- М. Яннарис — полковник (1897—1898)
- Н. Зорбас — подполковник (1898—1906)
- А. Ампелас — подполковник (1906)
- Константинос Дамианос — подполковник (1906—1907)
- Димитриос Матфеопулос — подполковник (1907—1908)
- К. Вултсос — полковник (1908—1909)
- Н. Схинас — подполковник (1909)

Из всех командиров училища этого периода военная историография отмечает как «без сомнения её лучшего руководителя» Паноса Колокотрониса, сына Теодора Колокотрониса (1881—1885). Устав Колокотрониса оставался в силе до Балканских войн. В 1894 году училище было переведено на Марсово поле, в здания, построенные на деньги мецената Георгия Авероффа.

## Балканские и Первая мировая война
В 1911 году, в атмосфере реформы армии связанной с ожидаемой войной с Турцией, прибыла французская военная миссия во главе с генералом Эйду. В 1912 году училище возглавил французский полковник L. Genin. В Балканские войны 1912—1913 училище прекратило свою деятельность на 6 месяцев, по причине мобилизации и участие курсантов в боях.
В 1914 году была учреждена «Подготовительная рота», со сроком подготовки курсантов в 10 месяцев. Рота была упразднена через 7 лет. В 1915 году была упразднена плата за учёбу, что положило начало поступлению в училище курсантов из разных общественных слоёв.
Во время Малоазийского похода 1919—1922 все эвэлпиды приняли участие в военных операциях. В 1920 году учебный период стал трёхлетним а с 1924 года четырёхлетним.
В 1928 году официальными церемониями было отмечено столетие со дня образования училища. В период 1934—1940 продолжительность учёбы вновь стала трёхлетней.
В период 1909—1940 училище возглавляли
- Г. Антонопулос — подполковник (1909—1910)
- Панайотис Данглис — полковник (1910)
- Д. Клавдианос — подполковник (1910)
- К. Клеоменис — полковник (1910—1911)
- Константинос Калларис — полковник (1911—1912)
- И. Женен — полковник (1912—1914)
- И. Негрепонтис — подполковник (1914, 1915—1916)
- Г. Хадзианестис — полковник (1914—1915)
- К. Константинопулос — подполковник (1916—1917, 1920)
- Н. Кладас — подполковник (1917, 1920—1921)
- А. Влахопулос — подполковник (1917)
- Х. Хадзимихалис — полковник (1917—1918)
- Д. Веретас — подполковник (1918)
- П. Кладас — подполковник (1918)
- А. Худалис — полковник (1918—1920)
- Г. Тсондос Вардас — полковник (1921)
- К. Скарлатос — генерал (1921—1922)
- Е. Вернардос — полковник (1922)
- Теодорос Пангалос — генерал (1922)
- Г. Гонатас — полковник (1922—1924)
- Г. Солиотис — генерал (1924—1929)
- М. Кимисис — генерал (1929—1930)
- Г. Делаграмматис — генерал (1930—1934)
- О. Политис — генерал (1934—1935)
- Георгиос Цолакоглу — генерал (1935—1936)
- П. Мелиссинос — генерал (1936)
- Н. Батас — генерал (1936—1940)

## Вторая мировая война
С началом греко-итальянской войны в 1940 году, в которой греческое оружие принёсло первую победу странам антифашистской коалиции, эвэлпиды были мобилизованы. В училище остались только первокурсники.
После того, как на помощь итальянцам 6 апреля 1941 года пришла германская армия, училище было закрыто 28 мая 1941 года. Курсанты-первокурсники отвергли капитуляцию, подписанную генералом Цолакоглу. Не подчиняясь приказам принявшего командование училищем полковника Стимфалиадиса, 300 курсантов забрали знамя училища, под непрерывной бомбёжкой немецкой авиации пересекли Пелопоннес и сумели перебраться на Крит.

## После Второй мировой войны
После освобождения Греции училище вновь начало функционировать 19 октября 1944 года и оставшиеся в живых курсанты 1-го и 2-го довоенных курсов продолжили свою учёбу. Однако по причине декабрьских военных действий между Народно-освободительной армией Греции и британскими войсками училище приостановило свою деятельность и открылось вновь в августе 1945 года. По причине острой нехватки офицеров в греческой армии срок обучения был уменьшен до двух лет.
В 1949 году учебный период вновь был увеличен в 3 года. В 1961 году учебный период был увеличен в 4 года и училище получило статус высшего учебного заведения. С этого же года училище принимает курсантов и из других стран.
В 1978 году училище праздновало 150 лет со дня своего основания.
В 1982 училище переехало в новый комплекс в северо-восточный пригород Афин Вари.
В 1991 году училище впервые приняло женщин-курсанток.
Одновременно курсанты училища образуют «Полк эвэлпидов». Полк состоит из 2-х батальонов, в каждом по 5 рот. Батальоны носят имена героев греческой армии «Майора Велиссариу» и «Майора Папарроду».

## Награды
Греческое государство наградило училище:
- В 1926 году боевым знаменем.
- В 1928 году Афинская академия наук, в ознаменование столетия училища, наградила его золотой медалью.
- В 1931 году училище было награждено «Орденом военного достоинства» первой степени.
- В 1943 году училище было награждено «Греческим военным крестом» первой степени за участие курсантов в греко-итальянской войне и греко-германской войне периода 1940—1941.
- В 1946 году училище было награждено «Орденом мужества» за героическую деятельность 300 курсантов в сражении за Крит.
- В 1978 году училище было награждено Орденом Спасителя.